# Remijia chelomaphylla
Remijia chelomaphylla là một loài thực vật có hoa trong họ Thiến thảo. Loài này được G.A.Sullivan miêu tả khoa học đầu tiên năm 1986.